# Kanon動畫集數列表
Kanon動畫是日本視覺小說kanon的動畫化作品，共分為東映動畫製作版與京都動畫製作版兩個版本。動畫描述男主角相澤祐一因家庭因素而到北國小鎮寄住在身為表妹的少女家中的少年與在那小鎮中相遇的少女們的戀愛故事。随着双亲去了海外就职，来到了七年不见的“北國小鎮”，寄住在母亲的妹妹水濑秋子和她女儿名雪的家里。不知为何幾乎没有关于七年前在北國小鎮的记忆。

## 東映動畫版
2002年1月，Kanon的故事率先被東映動畫公司改編為動畫，導演為伊藤尚往。此版動畫共13集外加一部OVA。

### 製作人員[1]
- 原作：Key/Visual Art's
- 角色原案：樋上至（Visual Art's）
- 動畫製作：東映動畫
- 音樂：神津裕之
- 导演：伊藤尚往
- 角色設定／總作畫監督：大西陽一

### 各話資料
※其標題多為原聲帶曲目的名字
※播出時間皆為日本當地時間）。
| #  | 日文標題               | 中文標題（暫譯）       | 日本播出日期  |
| -- | ---------------------- | ---------------------- | ------------- |
| 01 |                        | 雪之少女               | 2002年1月30日 |
| 02 |                        | 日光照耀的街道         | 2002年2月6日  |
| 03 |                        | 只有這麼一點小小的記憶 | 2002年2月13日 |
| 04 |                        | 夜行                   | 2002年2月13日 |
| 05 | The Fox and the Grapes | 狐狸與葡萄             | 2002年2月20日 |
| 06 |                        | 女孩們的看法           | 2002年2月20日 |
| 07 |                        | 舞會                   | 2002年2月27日 |
| 08 |                        | 少女之檻               | 2002年3月13日 |
| 09 |                        | 笑容的彼端             | 2002年3月20日 |
| 10 |                        | 冬之花火               | 2002年3月20日 |
| 11 |                        | 約定                   | 2002年3月27日 |
| 12 |                        | 夢的痕跡               | 2002年3月27日 |
| 13 |                        | 風所到之處             | 2002年3月27日 |

另有一話未於電視上播映：購買所有DVD及動畫原聲帶CD後才能兌換的OVA

### 主題曲
片頭曲《florescence》（开花，盛开）
作詞：，作曲：上野浩司，編曲：神津裕之，歌：藤原美穗
片尾曲《flower》（花朵）（1－12話）
作詞：，作曲：鎌田雅人，編曲：神津裕之，歌：藤原美穗
片尾曲（風所達到的地方）（13話）
作詞：麻枝准，作曲：折戸伸治，編曲：高瀨一矢，歌：彩菜

## 京都動畫版
2006年，因製作同樣改編自Key社遊戲AIR的動畫版，而受好評的京都動畫宣佈將對Kanon進行第二次動畫化。此版動畫共24集，於2006年10月5日至2007年3月15日在日本 BS-i 數位頻道播放。

### 製作人員[4]
- 导演：石原立也
- 原作：Key/Visual Art's
- 動畫製作：京都動畫
- 音樂：折戶伸治／／OdiakeS
- 角色原案：樋上至（Visual Art's）
- 剧本统筹：志茂文彥

### 各話資料
※播出時間皆為日本當地時間

※本作的標題皆取自各式音樂的作法和曲式
| #  | 日文標題 | 中文標題（暫譯）                     | 日本播出日期   |
| -- | -------- | ------------------------------------ | -------------- |
| 01 |          | 銀白色的序曲～overture～             | 2006年10月5日  |
| 02 |          | 雪中的入祭曲～introit～              | 2006年10月12日 |
| 03 |          | 失憶的組曲～partita～                | 2006年10月19日 |
| 04 |          | 假日的奇想曲～caprice～              | 2006年10月26日 |
| 05 |          | 群魔之小夜曲～serenade～             | 2006年11月3日  |
| 06 |          | 謎團重重的嬉遊曲～divertimento～     | 2006年11月10日 |
| 07 |          | 離家出走與小貓的遁走曲～fuga～       | 2006年11月17日 |
| 08 |          | 追憶的幻想曲～fantasia～             | 2006年11月24日 |
| 09 |          | 小狐狸的搖籃曲～berceuse～           | 2006年12月1日  |
| 10 |          | 山丘上的鎮魂曲～requiem～            | 2006年12月8日  |
| 11 |          | 光與影的間奏曲～intermezzo～         | 2006年12月15日 |
| 12 |          | 古怪的圓舞曲～waltz～                | 2006年12月22日 |
| 13 |          | 危險的三重奏～trio～                 | 2006年12月29日 |
| 14 |          | 碎裂的協奏曲～concerto～             | 2007年1月5日   |
| 15 |          | 捉迷藏的小奏鳴曲 ～sonatine～        | 2007年1月12日  |
| 16 |          | 深夜中的神劇 ～oratorio～            | 2007年1月18日  |
| 17 |          | 姊與妹的無言歌 ～Lieder ohne worte～ | 2007年1月26日  |
| 18 |          | 消逝而去的慢板樂章 ～adagio～        | 2007年2月1日   |
| 19 |          | 心靈相通的練習曲 ～étude～           | 2007年2月8日   |
| 20 |          | 別離的夜想曲 ～nocturn～             | 2007年2月15日  |
| 21 |          | 沒有你的迴旋曲 ～ronde～             | 2007年2月22日  |
| 22 |          | 追思的交響樂～symphony～             | 2007年3月1日   |
| 23 |          | 緋色的終曲～finale～                 | 2007年3月8日   |
| 24 |          | 夢想盡頭的輪唱曲～kanon～            | 2007年3月15日  |

（全24集，無OVA，DVD最後一集附贈「CLANNAD Invitation」）

### 主題曲
片頭曲《Last regrets》（最後的遺憾）
作詞：麻枝准，作曲：麻枝准，編曲：高瀨一矢@I've，歌：彩菜
片尾曲（風所達到的地方）
作詞：麻枝准，作曲：折戶伸治，編曲：高瀨一矢，歌：彩菜

## 外部連結
- Kanon第一部動畫官方網站 （页面存档备份，存于） （日語）
- Kanon第二部動畫官方網站 （页面存档备份，存于） （日語）